# Бандирма (ільче)
Бандирма (тур. Bandırma) — ільче (округ) у складі ілу Баликесір на заході Туреччини. Адміністративний центр — місто Бандирма.

## Склад
До складу ільче (округу) входить 3 буджаки (райони) та 35 населених пунктів (3 міста та 32 села):
| Поселення | Площа, км² | Населення, осіб (2010) | Центр    | Населені пункти |
| --------- | ---------- | ---------------------- | -------- | --------------- |
| Айдинджик | -          | 8108                   | Едінджік | 13              |
| Аксакал   | -          | 3845                   | Аксакал  | 6               |
| Бандирма  | -          | 123141                 | Бандирма | 16              |

### Найбільші населені пункти
| №  | Населений пункт | Населення, осіб (2010) |
| -- | --------------- | ---------------------- |
| 1  | Бандирма        | 116 319                |
| 2  | Едінджік        | 4 851                  |
| 3  | Аксакал         | 1 537                  |
| 4  | Йомерлі         | 1 023                  |
| 5  | Єнієіндже       | 851                    |
| 6  | Догруджа        | 797                    |
| 7  | Єнідже          | 694                    |
| 8  | Дога            | 656                    |
| 9  | Берекетлі       | 641                    |
| 10 | Кушдженнеті     | 579                    |